# I Origins
I Origins (bra: O Universo no Olhar) é um filme estadunidense de 2014, do gênero drama de Ficção científica, escrito e dirigido por Mike Cahill.
Produção independente, estreou no Festival Sundance de Cinema de 2014 em 18 de janeiro de 2014. A Fox Searchlight Pictures comprou os direitos de distribuição para o filme e lançou-o nos cinemas em 18 de julho de 2014.

## Sinopse
O Dr. Ian Gray (Michael Pitt) é um cientista que pesquisa sobre a íris ocular. Obcecado por descobrir a origem da visão, ele tenta provar que o desenvolvimento do olho humano faz parte da evolução natural, e não precisaria de um "design inteligente" - ou seja, uma figura divina para criá-lo. Ele trabalha com a ajuda de sua estagiária Karen (Brit Marling) e de Kenny (Steven Yeun). Um dia, ele conhece Sofi (Astrid Berges-Frisbey), e os dois se apaixonam, apesar da diferença de convicções. A aproximação dos dois fará Ian buscar explicações além da ciência para os mistérios que o olho humano pode guardar.

## Elenco
- Michael Pitt como Ian Gray
- Brit Marling como Karen
- Astrid Berges-Frisbey como Sofi
- Steven Yeun como Kenny
- Archie Panjabi como Priya Varma
- Cara Seymour como Dr. Jane Simmons
- William Mapother como Darryl

## Lançamento
I Origins estreou no Festival Sundance de Cinema de 2014 em 18 de janeiro de 2014. Depois de sua estreia, Fox Searchlight Pictures comprou os direitos de distribuição mundial do filme. O filme ganhou o Prêmio Alfred P. Sloan Prize do festival, que reconhece os filmes que retratam ciência e tecnologia. A vitória foi a segunda de Cahill; seu filme Another Earth também ganhou o prêmio em 2011. I Origins também foi exibido no BAMcinemaFest baseado em Brooklyn e Nantucket Film Festival, ambos no final de junho de 2014.
Fox Searchlight vai lançar I Origins nos cinemas em 18 de julho de 2014.